# Somianka
Somianka ist ein Dorf sowie Sitz der gleichnamigen Landgemeinde im Powiat Wyszkowski der Woiwodschaft Masowien, Polen.

## Gemeinde
Zur Landgemeinde Somianka gehören folgende 31 Ortschaften mit einem Schulzenamt:
Barcice
Celinowo
Henrysin
Huta Podgórna
Jackowo Dolne
Jackowo Górne
Janki
Jasieniec
Kręgi
Michalin
Nowe Kozłowo
Nowe Płudy
Nowe Wypychy
Ostrowy
Popowo Kościelne
Popowo-Letnisko
Popowo-Parcele
Skorki
Somianka-Parcele
Somianka
Stare Kozłowo
Stary Mystkówiec
Stare Płudy
Stare Wypychy
Suwin
Ulasek
Wielątki Rosochate
Wielęcin
Wola Mystkowska
Wólka Somiankowska
Zdziebórz